# Partito del Lavoro di Corea
Il Partito del Lavoro di Corea o Partito dei Lavoratori di Corea (조선로동당?, 朝鮮勞動黨?, Joseon RodongdangLR, Chosŏn RodongdangMR) è il partito dominante della Repubblica Democratica Popolare di Corea. Ha avuto due Segretari generali, Kim Il-sung e Kim Jong-il, che in Corea sono chiamati rispettivamente "Grande Leader" e "Caro Leader". Ebbe tuttavia altri segretari in altri periodi della sua esistenza.
Dal 1947 è di fatto il partito unico della Corea del Nord e con 607 seggi su 687 controlla il parlamento nordcoreano, l'Assemblea popolare suprema, difatti coesiste de iure con altri due partiti legali nel Paese (Partito Socialdemocratico di Corea e Partito Chondoista Chongu), ma questi ultimi sono completamente subordinati al Partito del Lavoro di Corea e devono accettare il "ruolo guida" del Partito del Lavoro di Corea per poter esistere. L'articolo 11 della Costituzione della Corea del Nord indica il Partito del Lavoro di Corea come detentore della leadership su tutte le attività dello Stato.
Tutti e tre i partiti sono riuniti nella coalizione del Fronte Democratico per la Riunificazione della Patria, che sceglie tutti i candidati alle elezioni e di cui tutti i candidati devono far parte, presente dal 1947 e guidata dal Partito del Lavoro di Corea.

## Storia

### Prime organizzazioni comuniste coreane

#### Partito Socialista Coreano
Kim Aerim, nota come Aleksandra Petrovna Kim-Stankevič (in russo Александра Петровна Ким-Станкевич?, Aleksandra Petrovna Kim-Stankevič) viene spesso considerata come la prima personalità coreana apertamente comunista. Membro del Partito Operaio Socialdemocratico Russo (bolscevico) dal 1916-17, fu inviata da Lenin in Siberia per mobilitare i Coreani locali contro le forze controrivoluzionarie. Dopo la rivoluzione d'ottobre, fu nominata a Chabarovsk come responsabile degli affari esterni per il dipartimento dell'estremo oriente del Partito comunista, e nella città incontrò un gruppo di indipendentisti coreani al quale appartenevano Kim Rip e Yi Tong-Hwi, fervente studente leninista. Il 28 giugno 1918, nel pieno della guerra civile russa, fondarono insieme il Partito Socialista Coreano (in russo Корейская социалистическая партия?, Korejskaja socialističeskaja partija; 한인사회당?, haninsahoedangLR), il primo partito coreano di matrice comunista coreano ad essere riconosciuto dall'Internazionale Comunista.
Nell'agosto 1918, Chabarovsk fu assediata dall'Armata Bianca e la città dovette essere evacuata. I leader comunisti locali cercarono di attraversare su una barca un fiume ma furono intercettati, inclusa Kim, e condannati a morte.
Yi Tong-Hwi riuscì a salvarsi e a raggiungere Shanghai, dove l'11 aprile 1919 partecipò alla creazione del Governo provvisorio della Repubblica di Corea divenendone primo ministro.

#### Partiti comunisti coreani di Irkutsk e Shanghai
Il 5 settembre 1919, fu fondato a Irkutsk il Partito Comunista Coreano (고려공산당?, goryeogongsandangLR) di Kim Cheol-hun. Il Partito fu rinominato nel gennaio 1920 come "Divisione coreana del Partito Comunista di Irkutsk" (이르쿠츠크 공산당 고려부?, ireukucheukeu gongsandang goryeobuLR) e a luglio dello stesso anno come "Assemblea Generale Centrale del Partito Comunista Coreano" (전로고려공산당 중앙총회?, jeollogoryeogongsandang jungangchonghoeLR) ed infine come "Partito Comunista Coreano" nel maggio del 1921. Tra i membri del partito vi erano il consigliere Boris Zacharovič Šumjackij, il presidente Kim Chul-Hoon e il segretario Lee Seong.
Intanto, a Shanghai il Partito Socialista fu sciolto e rifondato come Partito comunista coreano (고려공산당?, goryeogongsandangLR) nel maggio 1921, dopo il ritiro di Yi Tong-hwi dal governo provvisorio.
I partiti di Shanghai e Irkutsk erano in competizione tra loro per ottenere il sostegno del governo sovietico e il riconoscimento da parte dell'Internazionale Comunista. Tuttavia, nel dicembre 1922, il Comintern sciolse entrambi i partiti e nel febbraio 1923 istituì un Ufficio coreano (Korburo) per la creazione di un partito comunista coreano stabile e unificato.

#### Partito Comunista di Corea
Nell'aprile del 1925, fu fondato durante un incontro segreto a Seul il Partito Comunista di Corea, guidato da Kim Yong-bom e Pak Hon-yong. Il PCC dovette operare in clandestinità sul territorio coreano dopo la stretta del Governatore generale della Corea contro i partiti comunisti e socialisti con l'applicazione della Legge della preservazione della pace, promossa dal ministro della giustizia giapponese Hiranuma Kiichirō.
Durante il VI Congresso dell'Internazionale Comunista del 1928, il partito venne riconosciuto come la sezione coreana del Comintern ma faide perpetue tra le fazioni rivali interne al PCC il Comintern a sciogliere formalmente il Partito Comunista di Corea nel dicembre dello stesso anno. Il partito continuò a esistere tramite varie cellule mentre alcuni comunisti, tra cui Kim Il-sung, andarono in esilio in Cina, dove si unirono al Partito Comunista Cinese. Nei primi anni trenta, i comunisti cinesi e coreani iniziarono delle attività di guerriglia contro le forze armate giapponesi.

### Resistenza anti-giapponese

Bandiera della T'ŭdŭ.

Tuttavia, secondo fonti nordcoreane, le origini del Partito del Lavoro di Corea risalgono all'unione anti-imperialista T'ado Cheguk Chuŭi Tongmaeng o T'ŭdŭ, fondata il 17 ottobre 1926 a Huadian nella provincia cinese di Jilin, con l'intento di combattere l'imperialismo giapponese e promuovere il marxismo-leninismo. Tra le file dell'Unione vi era Kim Il-sung, un giovane comunista attivo nella Manciuria e ritenuto dalle fonti nordcoreane come il vero fondatore dell'organizzazione, sebbene in realtà sia stato socio di Lee Jong-rak.
Il 27 agosto 1927, la T'ŭdŭ fu riformata nella Lega della Gioventù Anti-imperialista e il giorno seguente fu creata in clandestinità la Lega della Gioventù Comunista di Corea.
Tra il 30 giugno e il 2 luglio 1930, entrambe le Leghe si incontrarono a Kalun, nel distretto di Shuangyang, dove Kim Il-sung spinse per la creazione di un vero e proprio partito operaio rivoluzionario, legato alle masse e indipendente dai partiti di altri Paesi. Il 3 luglio 1930, Kim Il-sung creò a Kalun la "Società per il raduno dei Compagni" con lo scopo di espandere la propria influenza in Corea.
Nel 1931, Kim Il-sung entrò nel Partito Comunista di Corea.
Le operazioni militari di guerriglia del PCC ebbero inizio negli anni Trenta, quando nel 1931 l'Impero giapponese invase la Manciuria e i comunisti coreani iniziarono a combattere nelle montagne settentrionali della penisola coreana al fianco dei guerriglieri del Partito Comunista Cinese, con cui si intrecciarono subito forti relazioni. Nel 1932 fu fondato l'Esercito popolare di guerriglia anti-giapponese e nel 1934 fu riorganizzato nell'Esercito popolare rivoluzionario coreano: in tale occasione, fu creato un comitato del Partito Comunista di Corea all'interno delle forze armate ed inserito all'interno di un sistema centralizzato per gestire le organizzazioni del partito ad ogni livello. Nel febbraio del 1936, a Nanhutou nella provincia di Heilongjiang, durante un incontro dei quadri politici e militari dell'Esercito popolare, Kim Il-sung propose la creazione di un partito unico a livello nazionale, intensificando le attività delle organizzazioni del partito nell'esercito sia in Corea sia tra gli appostamenti coreani in Manciuria. Nel marzo del 1936, fu creato il Comitato operativo del Partito della Manciuria orientale, seguito a dicembre dal Comitato operativo in Patria e nel febbraio 1937 dal Comitato del Partito della Contea di Changbai nel febbraio del 1937 e da un maggior radicamento del Partito nelle file dell'Esercito rivoluzionario.
Il 5 maggio 1936 fu creata l'Associazione per la restaurazione della Patria per intensificare la lotta anti-giapponese e rafforzare la base del Partito riunendo la maggior parte dei rivoluzionari e delle organizzazioni che condividevano la stessa causa. Il programma prevedeva la mobilitazione dell'intera nazione coreana e di un fronte unito contro l'Impero giapponese con lo scopo di istituire un governo popolare, rovesciare il governo fantoccio del Manciukuò tramite una stretta alleanza con i Cinesi, disarmare le forze armate nipponiche, confiscare ogni attività economica gestita dai giapponesi e dai collaborazionisti in Cina e Corea per finanziare l'Associazione e ridistribuire la ricchezza, migliorare le condizioni delle masse popolari, eliminare le disuguaglianze provocate dal sistema imperiale giapponese. Inoltre, l'Associazione avrebbe dovuto favorire l'introduzione della giornata lavorativa di 8 ore e di programmi educativi su vasta scala, abolendo la schiavitù e la leva obbligatoria. Molti punti del programma furono ripresi in seguito dai programmi dei partiti di formazione successiva.
Durante la Seconda guerra mondiale, i due maggiori dirigenti del Partito Comunista di Corea - Pak Hong-yong e Kim Il-sung - diressero la lotta da due fronti diversi: Pak si impegnò in patria, organizzando il Partito a Seul, mentre Kim divenne un capitano dell'Armata Rossa sovietica e combatte in Manciuria al fianco delle truppe sovietiche.

### Divisione della Corea
Dopo la cacciata dei giapponesi nell'agosto 1945, l'Unione Sovietica aveva occupato la parte settentrionale della penisola instaurandovi un'amministrazione civile, mentre gli Stati Uniti quella meridionale con un governo militare.
Mentre si venivano a creare i primi contrasti, i Sovietici contribuirono alla formazione di un governo provvisorio nella zona occupata, in attesa della riunificazione nazionale. A settembre 1945, Kim Il-sung ritornò in Corea del Nord con l'Armata Rossa e fu presentato dai Sovietici al popolo coreano come un guerrigliero eroe. L'Amministrazione civile sovietica cooperò con una coalizione formata dai comunisti di Kim e i nazionalisti del leader protestante Cho Man-sik.
Il 13 ottobre 1945 venne formato l'Ufficio settentrionale del Partito comunista di Corea (북조선공산당?, bukj-joseongongsandangLR) con presidente Kim Yong-bom, sostituito a dicembre da Kim Il-sung, al terzo plenum dell'Ufficio probabilmente con il favore dell'Unione Sovietica. Tuttavia, l'Ufficio nordcoreano rimase subordinato al Comitato centrale del PCC guidato da Pak Hon-yong e con sede a Seul, sotto occupazione statunitense. La data della fondazione dell'Ufficio viene celebrata in Corea del Nord come il giorno della fondazione del Partito.
Il 17 gennaio 1946, fu fondata la Lega della Gioventù Democratica della Corea del Nord dopo lo scioglimento della Lega della Gioventù Comunista. Il 16 febbraio 1946, un gruppo di coreani comunisti fondò in Cina il Nuovo Partito Popolare di Corea (NPPC) con Kim Tu-bong come presidente.
L'8 febbraio 1946, l'Amministrazione civile sovietica approvò la creazione del Comitato popolare provvisorio della Corea del Nord sotto la guida di Kim Il-sung, Nel marzo del 1946, il Comitato popolare provvisorio attuò una riforma agraria per sequestrare le terre dei proprietari giapponesi o collaborazionisti e redistribuirle tra i contadini coreani più poveri in modo da poter eliminare il sistema feudale, mentre le industrie più importanti furono nazionalizzate. Fu introdotto un sistema di pianificazione economica biennale ispirata al modello sovietico e fu data priorità all'industrializzazione pesante.
Nell'aprile del 1946, l'Ufficio nordcoreano divenne il Partito Comunista della Corea del Nord (PCCN) con presidente Kim Il-sung, mentre nella parte meridionale fu creato il Partito Comunista della Corea del Sud, guidato da Pak Hong-yong. Entrambi i partiti avevano lo scopo di coordinare i comunisti coreani nella loro zona, sotto una direzione centrale situata nella parte settentrionale della Corea. Tuttavia, Kim era meno intellettuale e teorico rispetto a Pak, preferendo una leadership di massa e contatti diretti con i contadini per assegnare delle "direttive sul posto".
A luglio 1946, il Comitato emanò una legge sulla parità dei sessi, contro la compravendita di donne e concubine nonché contro la prostituzione.
Per porre le basi della creazione di uno stato socialista simile a quelli del blocco orientale, Kim Il-sung citò l'affermazione di Stalin "I quadri decidono tutto" e rese prioritaria la politica dei quadri. A causa della scarsità di lavoratori formati politicamente, furono fondate scuole per i futuri membri del Partito Comunista: nel febbraio 1946, fu aperto l'Istituto di Pyongyang per gli studenti destinati ad essere leader militari di alto grado, mentre a maggio dello stesso anno aprirono l'Istituto di addestramento per le guardie di sicurezza e la Scuola centrale del Partito per formare rispettivamente il personale militare e i quadri del partito. All'inaugurazione della Scuola centrale, Kim Il-sung affermò l'importanza per il partito di avere quadri ben istruiti in modo da poter gestire con efficienza le cinque provincie della Corea del Nord.
Durante il processo di riforme, i leader nazionalisti e cristiani furono de facto emarginati dalla politica, mentre Cho Man-sik fu posto agli arresti domiciliari.

#### Partito del Lavoro della Corea del Nord

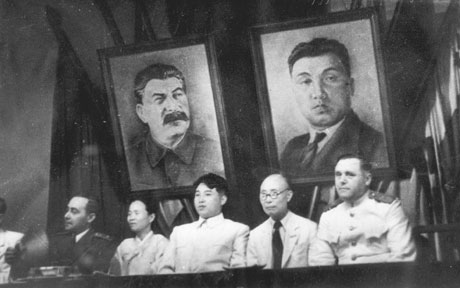
Congresso fondativo del Partito del Lavoro della Corea del Nord.

Il 22 luglio 1946, le autorità sovietiche in Corea del Nord fondarono il Fronte Nazionale Democratico Unito e lo affidarono al Partito Comunista nordcoreano. Il 28 luglio, il PCCN si fuse con la sezione nordcoreana del Nuovo Partito Popolare. Nell'agosto dello stesso anno, il Partito Comunista della Corea del Nord e il NPPC organizzarono dei colloqui per la creazione di un'unica entità politica, condizione considerata da Kim Il-sung come inevitabile e appropriata per il contesto storico: il 29 agosto 1946 i partiti si unirono nel Partito del Lavoro della Corea del Nord (북조선로동당?, Bukjoseon RodongdangLR) in un congresso tenutosi a Pyongyang sotto gli auspici di Iosif Stalin. Kim Tu-bong divenne il primo presidente e Kim Il-sung il suo vice. Nonostante il ruolo subordinato nella gerarchia del Partito, Kim Il-sung fu de facto il leader. Tutte le organizzazioni comuniste attive fino a quel momento furono inglobate dal Partito.
Contemporaneamente, nel sud venne creato il Partito del Lavoro della Corea del Sud, che dovette ben presto riparare a Pyongyang a seguito di una feroce repressione anti-comunista attuata dal governo in carica.
Nei suoi primi anni di attività, il PLCN si distinse dal modello del Partito Comunista Sovietico, introducendo nei quadri masse di contadini poveri. senza alcuna esperienza politica e allontanandosi dal marxismo-leninismo verso il nazionalismo rivoluzionario.
Il 21 febbraio 1947, fu creato il Comitato popolare della Corea del Nord per gestire la transizione verso un sistema socialista sotto la guida dell'Amministrazione civile sovietica.

Bandiera del Partito del Lavoro della Corea del Nord.

Dal 27 al 30 marzo 1948, il PLCN organizzò il suo II Congresso. Mentre Kim Tu-bong rimase ancora formalmente il capo del Partito, Kim Il-sung presentò il rapporto principale nel quale affermò che la Corea del Nord era una base della democrazia nella penisola, in contrasto alla dittatoriale Corea del Sud di Syngman Rhee.
Il 28 aprile 1948 una sessione speciale dell'Assemblea popolare della Corea del Nord approvò il testo della costituzione preparato durante il II Congresso, sancendo la nascita della Repubblica Democratica Popolare di Corea. Inizialmente, la costituzione non faceva riferimento ad una Corea del Nord ma ad una Corea unificata e socialista, con capitale Seul e non Pyongyang. Kim Il-sung fu nominato capo del governo del nuovo Stato e Kim Tu-bong divenne il Presidente dell'Assemblea popolare suprema. Il 25 settembre 1948, furono indette le prime elezioni parlamentari in Corea del Nord: furono registrati 228 candidati di cui 212 appartenevano al Fronte Democratico per la Riunificazione della Patria (102 del PLNC, 35 del Partito Democratico, 35 del Partito Chondoista Chongu, 40 indipendenti) e 16 erano candidati scelti durante incontri precedenti. Le elezioni videro la vittoria del Partito del Lavoro con 102 seggi assegnati sui 527 previsti.
Il 9 settembre 1948 l'Assemblea popolare suprema proclamò a Pyongyang la nascita della Repubblica Popolare Democratica di Corea.

### Leadership di Kim Il-sung

#### Fondazione del Partito del Lavoro di Corea e primi anni
Il 30 giugno 1949, nacque ufficialmente il Partito del Lavoro di Corea, con la fusione tra il Partito de Lavoro della Corea del Nord e il Partito del Lavoro della Corea del Sud. Data la sua creazione attraverso unioni e fusioni di diverse organizzazioni, al momento della sua fondazione il Partito era formato da quattro fazioni:
- I Coreani sovietici, guidati prima dal secondo vicepresidente del Politburo Ho Ka-i (noto anche come Aleksej Ivanovič Chegaj) e dopo da Pak Chang Ok, erano formati dai gruppi etnici coreani che erano nati o cresciuti nell'Impero russo e poi in Unione Sovietica. Molti di loro fecero ritorno in Corea sotto copertura per agire come attivisti comunisti negli anni venti e trenta del novecento, ma la maggior parte erano membri dell'Armata Rossa o civili stanziati in Corea del Nord dopo la seconda guerra mondiale per aiutare l'Amministrazione civile sovietica a creare uno stato socialista. Molti giunsero come traduttori o insegnanti di lingua russa.
- La fazione "domestica", guidata da Pak Hon-yong, era formata da comunisti coreani che non avevano mai lasciato il Paese ed avevano partecipato attivamente alla lotta conto l'occupazione giapponese. Molti membri di tale fazione avevano passato parte della loro vita nelle prigioni militari giapponesi a causa delle loro attività. Erano vivaci sostenitori della riunificazione della penisola attraverso l'Armata Popolare Coreana.
- La fazione Yan'an, guidata dal leader militare Mu Chong e dopo da Kim Tu-bong e Choe Chang-ik, riuniva i Coreani esuli che avevano vissuto nella provincia dello Shaanxi e che si erano iscritti al Partito Comunista Cinese nella sede di Yan'an. Avevano fondato il loro partito, la Lega Cinese del Nord per l'Indipendenza della Corea, e una volta tornati in Corea del Nord avevano creato il Nuovo Partito Popolare, che si fuse con l'Ufficio nordcoreano per formare il Partito del Lavoro della Corea. Molti membri della fazione Yan'an avevano combattuto nella guerra civile cinese nell'Ottava e nella Nuova Quarta Armata e avevano quindi strette relazioni con Mao Zedong.
- La fazione "Guerriglia", guidata da Kim Il-sung, era formata dagli ex guerriglieri coreani attivi in Manciuria dopo l'occupazione giapponese nel 1931. Molti membri del gruppo abbandonarono la Manciuria, una volta soppressa la resistenza, e si trasferirono in Unione Sovietica, dove molto di loro, incluso Kim, furono arruolati nell'Armata Rossa.

Una volta creato il Partito del Lavoro di Corea, vi era una certa parità tra le quattro fazioni e ognuna aveva quattro rappresentanti nel Politburo, ad eccezione della fazione guerriglia con tre delegati.
Nei primi anni di attività del PLC, Kim Il-sung era riconosciuto come il leader, ma non aveva ancora un grande potere poiché doveva bilanciare gli interessi delle varie fazioni.

#### Guerra di Corea
Kim Il-sung non era tra i maggior sostenitori della riunificazione della Corea attraverso la guerra, al contrario della fazione domestica di Pak Hon-yong. L'URSS fece pressioni su Kim Il-sung per riunificare la Corea con la forza, e dopo diversi incontri con il leader sovietico Stalin, la Corea del Nord invase la Corea del Sud il 25 giugno 1950, dando il via alla guerra di Corea. Secondo la versione di Kim Il-sung, fu invece l'esercito sudcoreano ad attaccare e oltrepassare il 38º parallelo Nord. Durante il conflitto, noto nella RDPC come "Guerra patriottica di liberazione", furono convocate sessioni plenarie del Comitato centrale per rafforzare il Partito a livello ideologico e organizzativo.
Per eliminare ogni possibile minaccia alla sua posizione, Kim Il-sung si mosse contro i singoli leader ritenuti come potenziali rivali. Nel novembre del 1951, Ho Ka-i fu sollevato dai suoi incarichi nel Partito ma rimase ancora vice primo ministro. Kim Il-sung e la sua fazione decisero di accusarlo di voler instaurare una dittatura, ignorare i bisogni della Corea, preoccuparsi solo di se stesso e inoltre fu ritenuto responsabile delle lente riparazioni di una riserva d'acqua bombardata dagli Statunitensi.
L'influenza sovietica sul PLC a seguito dello schieramento dell'Esercito Popolare dei Volontari da parte della Repubblica Popolare Cinese.
Quando le truppe nordcoreane furono spinte verso il confine con la Cina, Kim Il-sung accusò il leader della fazione Mu Chong per l'insuccesso. Mu fu espulso dal PLC per insubordinazione assieme ad altri militari e fu costretto a ritornare in Cina, dove trascorse il resto della sua vita. Kim Il-sung rimosse anche Pak Il-u. rappresentante di Mao Zedong, dall'incarico di ministro degli interni. Inoltre, al VII Plenum congiunto del Comitato centrale del 4 agosto 1953, fu annunciato che Ho Ka-i si era suicidato un mese prima.
L'eliminazione di Ho Ka-i, Mu e Pak ridusse l'influenza delle fazioni cinese e sovietica, ma Kim Il-sung non poteva ancora lanciare una vera e propria offensiva contro le fazioni avversarie perché non voleva rischiare l'intervento diretto di Mosca e Pechino quando ancora dipendeva dal loro supporto.
Il 27 luglio 1953, fu firmato l'armistizio di Panmunjeom, ponendo fine de facto al conflitto armato e stabilendo la linea di demarcazione militare coreana. L'armistizio fu considerato dalla Corea del Nord come una vittoria contro gli "invasori" statunitensi.
Tra il 1952 e il 1953, all'interno del Partito si ebbero scontri tra la fazione di Kim Il-sung e quella domestica di Pak Hong-yong.
Quando la guerra stava per concludersi, Kim Il-sung si mosse contro la fazione domestica di Pak, priva di appoggi esterni. Al termine del conflitto, la fazione non fu più utile nello svolgere azioni di guerriglia e spionaggio in Corea del Sud. Gli ex leader del Partito del Lavoro sudcoreano furono attaccati ad un incontro del Comitato centrale nel dicembre del 1952. Agli inizi del 1953, si mormorò che la fazione di Pak tramasse un colpo di Stato, di conseguenza Pak Hon-yong e il ministro del Controllo di Stato Yi Sung-yop furono arrestati per sabotaggio e "spionaggio a favore degli Stati Uniti". Ad agosto del 1953, dopo la firma dell'armistizio, Yi e altri undici membri della fazione domestica furono sottoposti a giudizio con l'accusa di pianificare un colpo di stato e furono condannati a morte. Nel 1955, Pak Hon-yong fu processato per esser stato un agente degli USA sin dal 1939, per sabotaggio, assassinio e pianificazione di un golpe. Fu condannato a morte, sebbene la data della sua uccisione non sia chiara.
I processi di Yi e Pak furono accompagnati dall'arresto di altri membri e attivisti dell'ex Partito del Lavoro della Corea del Sud, con fucilazioni o condanne ai lavori forzati. La fazione domestica fu virtualmente eliminata, ma alcuni membri che si erano schierati con Kim Il-sung continuarono ad avere ruoli influenti per molti anni.
La Corea del Nord uscì gravemente danneggiata dalla guerra e i nuovi piani economici diedero una certa enfasi sulla ricostruzione delle industrie pesanti nonché sull'autonomia economica, ispirandosi al sistema economico stalinista. Nel 1955, Kim Il-sung pose le basi per la creazione del Juche, un'ideologia basata sull'applicazione dei principi basilari del marxismo-leninismo al contesto coreano e mirata all'autosufficienza economia e politica della Corea del Nord.

#### Incidente della fazione d'agosto

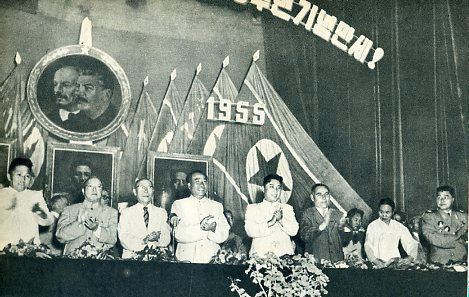
Incontro del 14 agosto 1955 dedicato al 10º anniversario della liberazione della Corea del Nord. Da sinistra a destra: Pak Chang-ok, Li Jishen, Kim Tu-bong, Zhu De, Kim Il-sung, Averkij Aristov, Pak Chong-ae e Choi Yong-kun.

Durante il XX Congresso del PCUS del 1956, il segretario generale Nikita Chruščëv denunciò i crimini di Stalin con il discorso segreto e avviò il processo di destalinizzazione in tutto il blocco orientale, con la sola opposizione di Cina e Albania. Kim Il-sung fu convocato a Mosca per sei settimane nell'estate del 1956 per ricevere indicazioni da Chruščëv su come applicare la nuova linea politica in Corea del Nord.
Durante l'assenza di Kim Il-sung, Pak Chang-ok (il nuovo leader della fazione sovietica), Choe Chang-ik e altri membri di spicco della fazione Yan'an proposero la creazione di una coalizione anti Kim Il-sung sfruttando le politiche anti-staliniste di Chruščëv. Pak Chang-ok cercò inoltre di persuadere il ministro della difesa Choi Yong-kun, ma quest'ultimo si rifiutò e avvertì Kim Il-sung della cospirazione attraverso un telegramma.
Una volta tornato da Mosca, Kim Il-sung posticipò il plenum dal 2 al 30 agosto, sfruttando il tempo a disposizione per corrompere e costringere i membri del Comitato centrale e preparare una forte risposta. Quando si riunì il plenum, Choe Chang-ik accusò Kim Il-sung di aver accentrato il potere nelle sue mani e aver creato un culto della personalità sulla propria figura, mentre Yun Kong-hum accusò Kim di aver creato un "regime di polizia" e criticò la linea del PLC sull'industrializzazione che ignorava la diffusa inedia tra il popolo nordcoreano. Gli oppositori accusarono inoltre Kim di non aver "corretto" i metodi nella sua leadership, distorto il "principio leninista di leadership collettiva" e il diritto socialista (tramite ad esempio arresti ed esecuzioni arbitrarie). La maggioranza del Comitato centrale rimase però fedele a Kim e chiese l'espulsione di Yun dal PLC. Alla fine, la maggioranza del CC votò a favore dell'espulsione immediata di Yun Kong-hum dal PLC e alle dimissioni forzate di Choi Yong-kun e Pak Chang-ok dal Comitato centrale. Diversi leader Yan'an fuggirono in Cina, mentre i rimanenti sostenitori delle fazioni incriminate furono eliminate.
Il 3 settembre 1956, l'ambasciatore nordcoreano a Mosca Ri Sang-jo chiese a Chruščëv di intervenire con urgenza in Corea del Nord, ed il segretario sovietico ordinò ad Anastas Mikojan e Boris Ponomarëv di andare a Pechino per discutere una possibile soluzione con Mao. Il 19 settembre del 1956, una delegazione sino-sovietica si recò a Pyongyang per ordinare a Kim Il-sung la cessazione delle purghe e il reintegro dei leader appena espulsi. Un secondo plenum del Comitato centrale, tenutosi il 23 settembre 1956, perdonò e riabilitò i leader dell'opposizione d'agosto, ma le purghe ricominciarono nel 1957 e nel 1958 la fazione Yan'an cessò di esistere. Sebbene Kim Tu-bong, capo della fazione Yan'an e presidente de jure della Corea del Nord, non fosse stato coinvolto direttamente nella cospirazione, fu deposto dalla sua carica nel 1958 con l'accusa di essere la "mente" del piano. Kim Tu-bong "sparì", molto probabilmente fucilato o morto in prigione.
Nel 1961, l'unica fazione rimasta in Corea del Nord era quella di Kim Il-sung, assieme ai membri unitisi al PLC sotto la leadership di Kim e a lui fedeli. Il comitato centrale eletto nel 1961 presentava solo due membri della fazione sovietica, tre della Yan'an e tre della fazione domestica su un totale di 68 membri del CC. Nonostante fossero personalmente fedeli a Kim, furono purgati verso la fine degli anni sessanta.

#### Crisi sino-sovietica e posizione nordcoreana
Verso la fine degli anni cinquanta, la Repubblica Democratica Popolare di Corea iniziò ad emulare la Cina, lanciando anche la propria versione del Grande balzo in avanti chiamata "Movimento Chollima". Nel 1961, Kim Il-sung e il vicepresidente del PCC nonché premier Zhou Enlai firmarono un trattato d'amicizia e mutua cooperazione, seguito da un simile accordo con l'URSS.
Tuttavia, durante il XXII Congresso del PCUS nel 1961, il segretario Chruščëv accentuò la destalinizzazione e si scontrò apertamente con il segretario filostalinista del Partito del Lavoro d'Albania Enver Hoxha e Zhou Enlai. Inoltre, Chruščëv avanzò l'idea della coesistenza pacifica tra gli Stati socialisti e quelli capitalisti. Dopo il congresso, il confronto politico-ideologico tra il PCUS e il PCC sfociò nella crisi sino-sovietica.
Nel 1962, il PLC si schierò con il Partito Comunista Cinese sul piano ideologico contro il revisionismo sovietico, e per molti anni la Corea del Nord sostenne quasi in maniera incondizionata la posizione cinese in tutte le questioni più importanti. Kim Il-sung era contrario alla denuncia dello stalinismo da parte di Chruščëv, alla creazione di una leadership collettiva e all'imposizione della dottrina revisionista. Kim Il-sung credeva che il moderno revisionismo costituisse la principale minaccia al movimento comunista mondiale, poiché negava sia la leadership del partito marxista-leninista sia la dittatura del proletariato, prevedeva il passaggio dal capitalismo al socialismo attraverso mezzi democratici, allentava la lotta all'imperialismo favorendo la coesistenza. Kim Il-sung era inoltre consapevole del fatto che la destalinizzazione avrebbe limitato il proprio potere sul PLC.
Il Partito del Lavoro di Corea appoggiò la Cina durante la guerra sino-indiana e denunciò la "capitolazione" sovietica durante la crisi dei missili di Cuba.
I dissidi tra il PCUS e il PLC portarono all'interruzione da parte dell'Unione Sovietica degli aiuti economici per la Corea del Nord, danneggiandone l'industria e la capacità militare. La Cina non poté aumentare i propri aiuti alla Corea del Nord, poiché tra il 1965 e il 1966 Mao Zedong aveva appena iniziato la rivoluzione culturale per potersi riprendere dal parziale insuccesso del grande balzo in avanti. Gli eventi nella Repubblica Popolare Cinese portarono ad un allontanamento da parte del Partito del Lavoro di Corea, che criticò il "dogmatismo" di Mao e giudicò la rivoluzione culturale come un "opportunismo di sinistra" e una manifestazione della "teoria trotskista della rivoluzione permanente". Le guardie rosse cinesi iniziarono presto a criticare Kim Il-sung e le politiche nordcoreane e dopo il 1965 il PLC decise di mantenere una posizione neutrale nel conflitto sino-cinese, in modo tale da ridurre l'influenza di entrambe le potenze e di riprendere allo stesso tempo i rapporti con l'Unione Sovietica.Inoltre, nel 1968 le forze nordcoreane catturarono la nave spia statunitense USS Pueblo, dimostrando la propria autonomia militare dalla Cina e all'URSS.

#### Incidente della fazione Kapsan
Negli anni sessanta, la fazione Kapsan del PLC, guidata dal vicepremier Pak Kum-chol, iniziò a contrastare il potere di Kim Il-sung e il suo culto della personalità, in particolare riguardo alle politiche economiche e alla scelta del candidato successore alla presidenza del partito: Kim Il-sung aveva proposto il fratello Kim Yong-ju ma quest'ultimo veniva visto dalla fazione Kapsan come inadatto a causa della sua poca esperienza politica e per il fatto di non aver partecipato alla lotta anti-giapponese. La fazione propose invece Pak Kum-chol e cercò di incrementare la propria influenza attraverso la propaganda. In risposta, nel 1967 Kim Il-sung, eletto segretario generale l'anno precedente, convinse il Partito del Lavoro di Corea ad eliminare Pak Kum-chol e i membri della fazione Kapsan, e favorì la creazione di un "sistema ideologico monolitico" basato su dieci principi che avrebbero intensificato il suo potere e il culto della propria personalità.

#### Leader supremo e affermazione del Juche

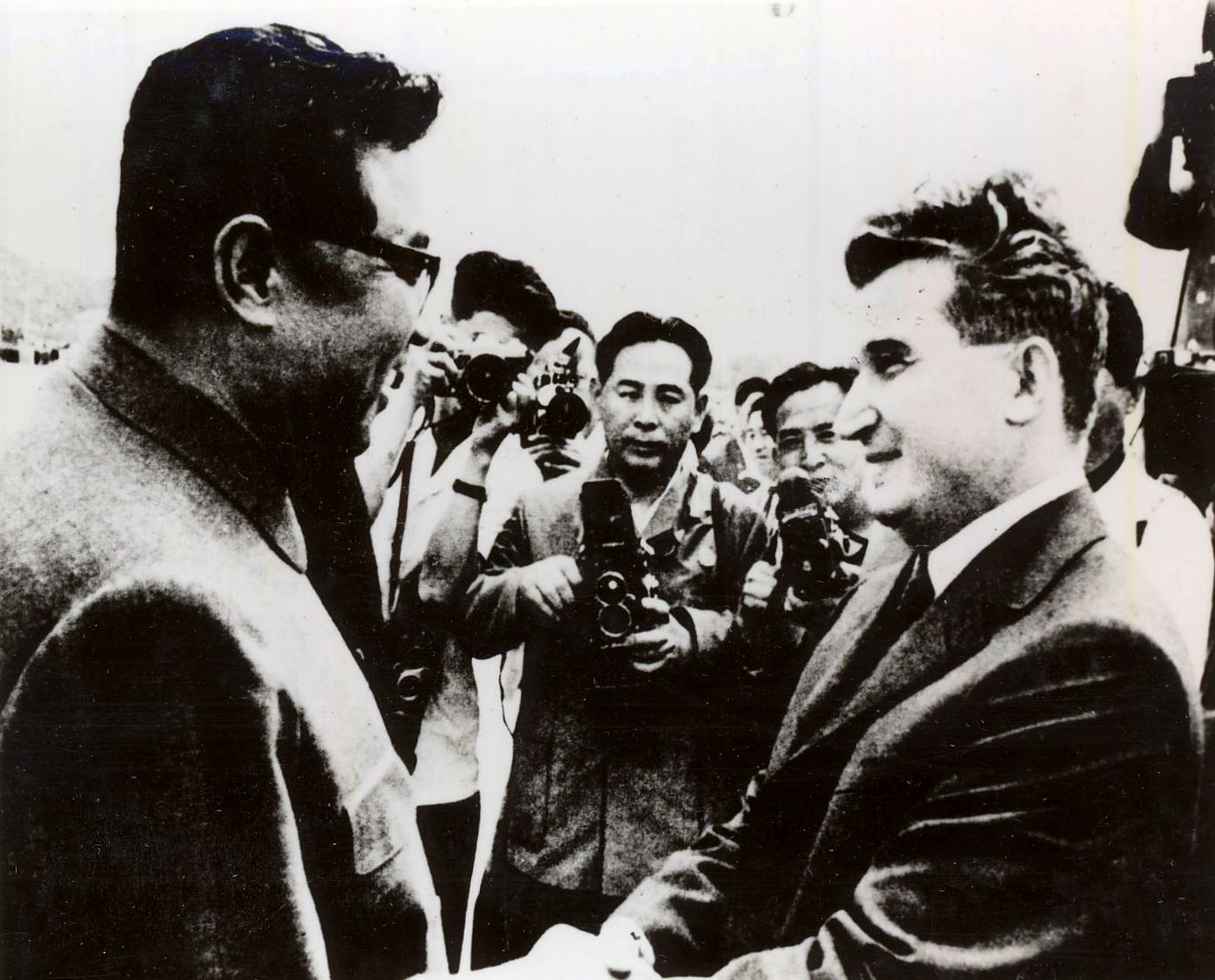
Kim Il-sung accoglie il presidente della Repubblica Socialista di Romania Nicolae Ceaușescu in visita a Pyongyang, 1971

Ormai indipendente politicamente dalla Cina e dall'Unione Sovietica e privo di qualunque opposizione all'interno del PLC, Kim Il-sung colse l'occasione per consolidare il proprio potere e creare un "proprio" Partito, un "proprio" Stato e una "propria" ideologia.
Negli anni sessanta, Kim Il-sung perseguì politiche indipendenti e applicò l'ideologia Juche dell'autosufficienza nazionale in modo da diminuire ancora di più l'influenza sovietica e cinese nelle questioni interne nordcoreane. Il "programma di autodeterminazione nazionale e di non interferenza dei Partito comunisti e operai" fu ufficialmente lanciato a giugno del 1966 dopo la visita ufficiale del ministro degli esteri sovietico Andrej Gromyko. In questo periodo crebbe il culto della personalità di Kim, che venne abitualmente chiamato "Grande Leader", "grande ideatore del Juche" e altri appellativi. La propaganda ufficiale affermava che la "fervente fedeltà al leader" era una delle principali caratteristiche di ciascun Coreano.
Dal 2 al 13 novembre 1970 si tenne il V Congresso del Partito del Lavoro di Corea, durante il quale Kim Il-sung ufficializzò il principio delle "tre rivoluzioni" (ideologica, tecnologica e culturale) che il Partito avrebbe dovuto compiere per raggiungere il comunismo.

Nel 1972, l'idea Juche sostituì il marxismo-leninismo nella nuova costituzione della Corea del Nord come ideologia ufficiale dello stato e nello stesso anno, il compleanno di Kim Il-sung divenne festa nazionale e furono erette statue dedicate al leader in tutto il Paese. Secondo lo storico Andrej Lan'kov:
(Lan'kov 2002)
Tutti gli altri leader del Partito del Lavoro di Corea rimasero di fatto anonimi, sebbene il controllo di Kim Il-sung dipendesse sul controllo delle forze armate e delle forze di sicurezza da parte del suo fedele ministro della difesa Oh Jin-wu.
Nonostante l'ideologia Juche portasse ad una potenziale uscita dello Stato dal commercio estero, la Corea del Nord continuò ad avere contatti con l'URSS e la Cina, strinse accordi con i paesi del blocco socialista ed importò tecnologie industriali avanzate dalla Cina e dal Giappone. Tali politiche aumentarono però il debito estero del Paese, inoltre la Cina, a seguito dell'implementazione in Cina del socialismo con caratteristiche cinesi da parte del segretario del PCC Deng Xiaoping, diminuì il proprio interesse verso gli Stati ad economia pianificata e portò a una riduzione dei rapporti con la Corea del Nord.
Sin dagli anni sessanta, Kim Il-sung aveva affidato incarichi di governo ai membri della sua famiglia, e la ragione per cui favoriva il nepotismo risiedeva nel fatto che non voleva essere minacciato o ostacolato dalla nomenklatura del Partito come avveniva negli altri stati socialisti.

#### Ascesa di Kim Jong-il
Tra gli anni sessanta e settanta, il figlio di Kim Il-sung, Kim Jong-il, iniziò la sua ascesa al potere all'interno del Partito del Lavoro di Corea: nel settembre del 1970 fu scelto come vice-direttore del Comitato centrale del partito, nell'ottobre del 1972 venne eletto membro del Comitato centrale. A settembre del 1973, divenne segretario del partito in carica dell'organizzazione, della propaganda e dell'agitazione, e aumentò la propria influenza nelle questioni interne incrementando la disciplina e l'organizzazione.
Kim Jong-il aumentò il ruolo dei quadri del PLC nelle unità amministrative e locali e rafforzò l'auto-critica in ogni settore lavorativo e del partito, istituendo una forte disciplina che contribuì al mantenimento del controllo sociale e che contribuì alla creazione di struttura autoritaria incentrata sul ruolo del padre e del figlio.
Nel 1974, l'ottavo plenum del Comitato centrale nominò formalmente Kim Jong-il come l'erede di Kim Il-sung, divenendo così il secondo uomo più potente della Corea del Nord
Tuttavia, gli osservatori internazionali credevano che Kim Il-sung avesse intenzione di designare come successore il fratello Kim Yong-ju, la cui autorità era gradualmente aumentata fino a diventare co-presidente del Comitato di coordinazione nord-sud. Tra i possibili candidati alla successione vi erano anche il ministro delle forze armate O Jin-u o il primo ministro Kim Il.

#### VI Congresso del Partito
Tra il 10 e il 14 ottobre 1980 si tenne alla Casa della Cultura dell'8 febbraio il VI Congresso del Partito del Lavoro di Corea, dopo dieci anni dal V ed infrangendo lo statuto che prevedeva un intervallo di quattro anni tra due congressi. Furono invitati ospiti da altri paesi socialisti e non, tra cui delegati del Partito Comunista dell'Unione Sovietica e della Cina.
Durante il congresso, Kim Il-sung annunciò l'intenzione di voler plasmare la società nordcoreana non più secondo i dettami del marxismo-leninismo ma secondo l'ideologia Juche, allontanandosi dall'ortodossia comunista e dall'internazionalismo proletario. Kim Il-sung auspicò una riunificazione coreana sotto la bandiera della Repubblica Democratica Federale di Corea, governata da un Congresso Federale Nazionale Supremo e con un numero equo di rappresentanti dalla Corea del Nord e del Sud. Inoltre, grazie al sistema confederale, entrambi gli Stati avrebbero potuto mantenere il proprio sistema economico.
Durante il Congresso, Kim Jong-il fu nominato come successore ufficiale del padre, ma la sua selezione fu criticata e Kim Il-sung fu accusato di creare una dinastia e di trasformare la Corea del Nord in uno Stato feudale. Anche il PCUS, il PCC e altri partiti comunisti non approvarono la scelta di Kim Jong-il.
Il primo plenum del nuovo comitato centrale vide una nuova epurazione che colpì anche lo stesso Kim Yong-ju.
Con la nomina ufficiale di Kim Jong-il come erede, il potere divenne sempre più concentrato nelle mani della famiglia Kim e gli ufficiali del PLC iniziarono a parlare apertamente della successione. Kim Jong-il iniziò a partecipare e guidare viaggi ufficiali e nel 1982 firmò il trattato Sull'idea Juche, nel quale furono sistematizzati i principi dell'ideologia concepita del padre e si affermò che la futura leadership non avrebbe ancora portato ad una nuova generazione di leader.

#### Ultimi anni di Kim Il-sung
Tra gli anni ottanta e novanta, il Partito del Lavoro di Corea entrò in una parziale crisi: il blocco orientale si stava sgretolando e l'Unione Sovietica era entrata nella fase della perestrojka, mentre ai vertici dell'apparato statale nordcoreano e del PLC vigeva la disorganizzazione e la gerontocrazia. I congressi e i plenum del Partito iniziarono ad essere sempre meno frequenti e le delibere meno sostanziali, e il ricambio generazionale tardava ad arrivare.
Nel 1990, la Corea del Nord dichiarò di voler continuare a seguire il proprio socialismo e a dare priorità agli interessi nazionali. Kim Jong-il annunciò davanti al Comitato centrale la necessità da parte del Partito di abbandonare il marxismo-leninismo a favore della sola idea Juche:
[...]
[...]
Tutti i quadri, membri del Partito e lavoratori devono avanzare continuamente e costantemente lungo la via del socialismo secondo il nostro stile [...] avvicinando così alla completa vittoria del socialismo e della riunificazione nazionale e realizzando la causa rivoluzionaria del Juche.»
(Kim Jong-il, Socialism of Our Country is Socialism of Our Style as the Embodiment of the Juche Idea)
Nel 1991, Kim Jong-il divenne comandante supremo delle forze armate e nel 1993 divenne il capo della commissione militare centrale del PLC.
Dopo la dissoluzione dell'Unione Sovietica nel 1991, la neonata Federazione Russa di Boris El'cin decise di interrompere gli aiuti economici verso la Corea del Nord e la Cina rimase l'unico alleato principale.
Nel 1992, l'Assemblea popolare suprema emendò la Costituzione della Corea del Nord: furono rimossi i riferimenti al marxismo-leninismo e alla dittatura del proletariato, sostituiti dall'ideologia Juche e dalla "dittatura della democrazia popolare". Il nuovo testo stabilii la coesistenza pacifica con la Corea del Sud e trasformò il presidente della Commissione di difesa nazionale in Comandante in capo dello Stato, ruolo affidato a Kim Jong-iI.
Le relazioni con la Corea del Sud migliorarono temporaneamente fino ad una nuova rottura nel 1993 a causa dell'inizio del programma nucleare nordcoreano. All'inizio deI 1994, Kim Il-sung iniziò ad investire sull'energia nucleare per cercare di risolvere la carenza di energia elettrica nel paese e allo stesso tempo portare avanti l'arricchimento dell'uranio per scopi militari. A giugno 1994, a causa delle crescenti pressioni internazionali, Kim Il-sung decise di fermare il programma di ricerca nucleare.
Kim Il-sung morì l'8 luglio 1994: furono osservati tre anni di lutto, durante i quali il passaggio di potere a Kim Jong-il non avvenne formalmente.

### Leadership di Kim Jong-il

Ritratto ufficiale di Kim Jong-il

Con la morte di O Jin-u il 25 febbraio 1995, Kim Jong-il divenne l'unico membro in vita del Presidium e in occasione del 50º anniversario del Partito del Lavoro di Corea modificò la gerarchia e la composizione della Commissione militare centrale. Il Comitato centrale e il governo rimasero prevalentemente invariati.
Nel 1995, Kim Jong-il introdusse ufficialmente la dottrina del Songun nella politica del Paese, dando la priorità all'esercito e alla difesa.
Tuttavia, il controllo del Paese fu indebolito a causa di una grave crisi economica e di una carestia che portò alla morte di un numero compreso tra 240 000 e 600 000 persone. Kim Jong-il criticò il PLC per non avere abbastanza controllo sull'economia nazionale, biasimando i suoi rami locali e provinciali per la loro incapacità di attuare le istruzioni impartite a livello centrale. Nel 1996, in un discorso in occasione del 50º anniversario dell'Università Kim Il-sung, Kim Jong-il accentuò il proprio ruolo e il culto della personalità, affermando inoltre che l'economia doveva essere affidata a persone esperte. Dopo il discorso, la gestione economica fu trasferita dal Partito al Consiglio amministrativo, ovvero il governo centrale. Verso la fine del 1996, Kim Jong-il pensò che soltanto l'apparato militare era n grado di gestire correttamente il Paese e decise quindi di dare maggior potere all'apparato militare.
L'8 luglio 1997 terminò il lutto di tre anni per la morte di Kim Il-sung. L'8 ottobre 1997, il Comitato centrale (la cui composizione era rimasta invariata sin dal 1980) e la Commissione militare annunciarono la nomina di Kim Jong-il a Segretario generale del Partito del Lavoro di Corea violando la Carta del PLC, che prevedeva l'elezione del segretario durante una sessione plenarie del Comitato centrale. Inoltre, Kim Jong-il non organizzò né un congresso né un plenum per rinnovare la leadership del Partito: governò quindi da autocrate e solo nelle istituzioni chiave del PLC furono effettuati cambiamenti per sostituire gli ufficiali morti di vecchiaia.
Il 5 settembre 1998, la decima Assemblea popolare suprema approvò gli emendamenti alla Costituzione della Repubblica Popolare Democratica di Corea: il defunto Kim Il-sung divenne il "Presidente eterno" della Corea del Nord e la Commissione di difesa nazionale fu elevata ad organo più importante dello Stato. Sebbene la nuova costituzione rese più indipendenti il gabinetto e la Commissione di difesa nazionale dagli ufficiali del PLC, il Partito non venne indebolito. Kim Jong-il rimase il segretario generale del Partito e continuò a dirigere il Dipartimento di organizzazione e guida e altre istituzioni. La leadership del PLC non fu ancora rinnovata ed il Partito conservò il ruolo importante come organizzazione di massa.

#### Successione e morte

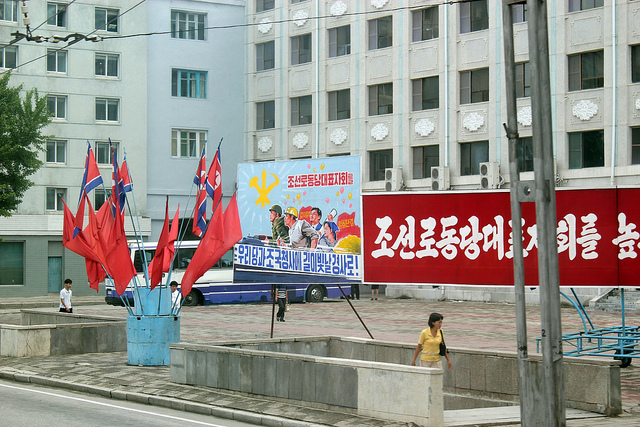
Propaganda per la terza conferenza del PLC.

Inizialmente il successore di Kim Jong-il avrebbe dovuto essere il primogenito Kim Jong-nam, ma quest'ultimo perse la possibilità dopo esser stato arrestato a Tokyo con un passaporto falso per visitare Tokyo Disneyland. Iniziarono quindi a diffondersi voci secondo cui Kim Jong-il avesse preferito il terzogenito Kim Jong-un al secondogenito Kim Jong-chul. Nel 2009, Kim Jong-un fu confermato formalmente alla possibile successione e nello stesso anno fu nominato "brillante compagno".
Il 26 giugno 2010, il Politburo annunciò i preparativi della terza conferenza con lo scopo di "riflettere sulle richieste dello sviluppo rivoluzionario del Partito, che sta affrontando cambiamenti critici nel portare avanti lo sviluppo dello stato forte e prospero e del Juche".
La conferenza si riunì il 28 settembre: fu ufficializzato il ruolo di Kim Jong-il come segretario generale, fu modificata la Carta del Partito e furono eletti (e rimossi) i membri del Comitato centrale, della Segreteria, del Politburo, del Presidium e di altri organi. Il PLC rimosse nel una frase dal preambolo che impegnava il Partito "a costruire una società comunista" e la sostituì con quello di "incarnare la causa rivoluzionaria della Juche nell'intera società", accentuando anche l'aderenza al Songun ma menzionando ancora il principio rivoluzionario del marxismo-leninismo. Al Comitato centrale fu data la possibilità di convocare arbitrariamente un congresso con un preavviso di sei mesi, e il Segretario generale divenne anche capo della Commissione militare centrale.
Kim Jong-un fu confermato come possibile candidato alla successione e venne eletto membro del Comitato centrale e vicepresidente della Commissione militare centrale. Il vice-maresciallo Ri Yong-ho e la generale Kim Kyong-hui (sorella di Kim Jong-il) ebbero posizioni guida nell'Armata Popolare di Corea e nel Partito.
All'inizio del 2011 il governo nordcoreano eliminò i sostenitori di Chang Sung-taek per evitare che Kim Jong-un potesse incontrare ostacoli nella sua ascesa al potere.
Kim Jong-il morì il 17 dicembre 2011.

### Leadership di Kim Jong-un

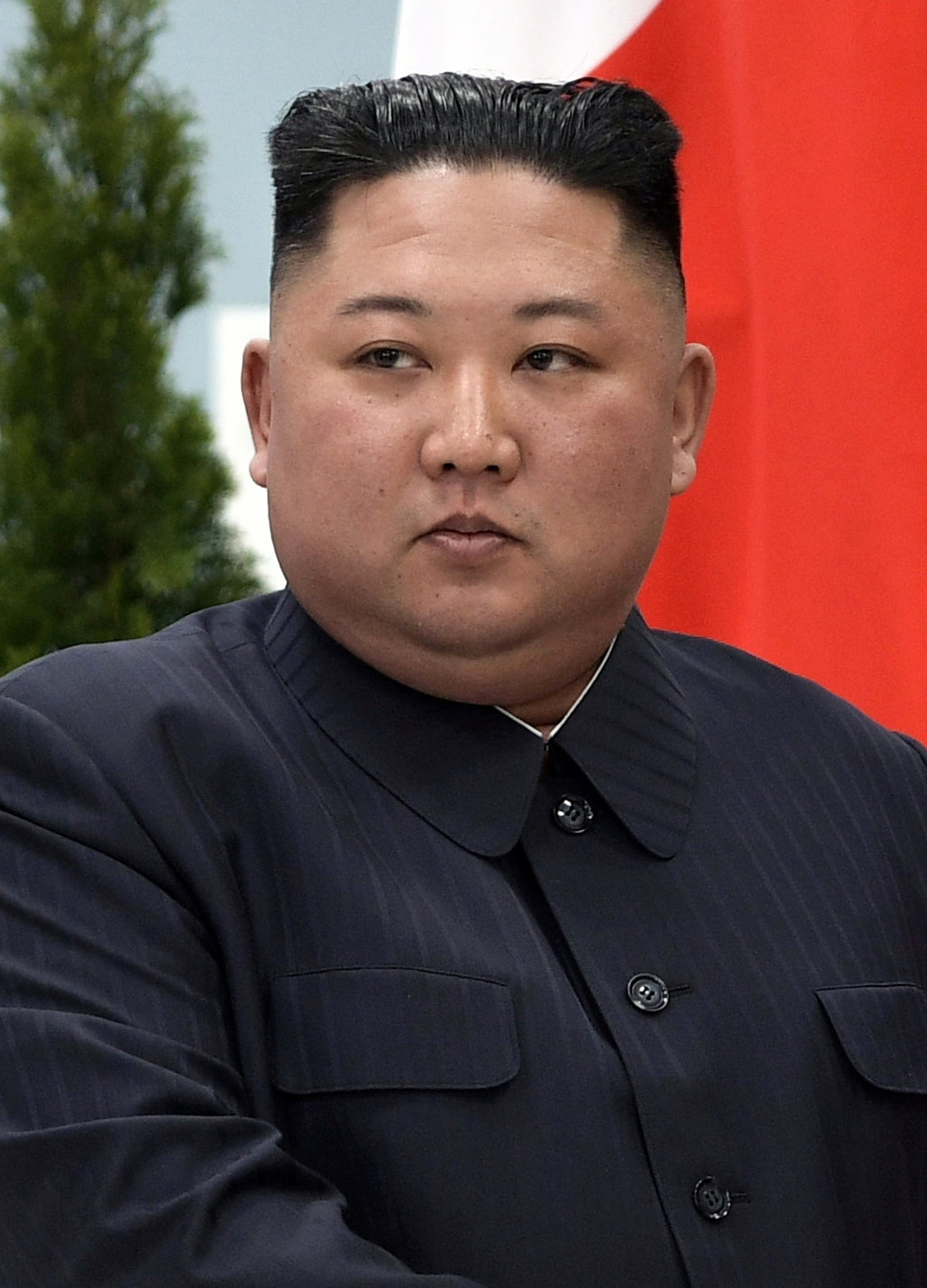
Kim Jong-un nel 2019.

Dopo la pubblicazione del rapporto ufficiale sulla morte di Kim Jong-il, il figlio Kim Jong-un fu designato come leader in carica e considerato dai media nordcoreani come il "grande successore della causa rivoluzionaria Juche".
Il 24 dicembre 2011 Kim Jong-un divenne formalmente il comandante supremo dell'esercito nordcoreano e il 26 dicembre il Rodong Sinmun lo esaltò come presidente della commissione militare centrale e leader supremo del paese.
Il 30 dicembre 2011, il Politburo nominò ufficialmente Kim Jong-un come Comandante supremo dell'Armata Popolare di Corea, proclamando che il caro e rispettato Kim Jong-un, vicepresidente della commissione militare centrale del Partito del Lavoro di Corea, avrebbe assunto il supremo comando dell'esercito del popolo coreano".
Il 18 febbraio 2012, il Partito del Lavoro di Corea annunciò la sua quarta conferenza "per glorificare la sacra vita rivoluzionaria e le gesta di Kim Jong-il per tutte le epoche e realizzare la causa del Juche, la causa rivoluzionaria del Songun, riuniti attorno a Kim Jong-un". La conferenza si tenne l'11 aprile: Kim Jong-il fu proclamato come "Segretario generale eterno" e Kim Jong-un venne nominato come Primo segretario del Partito del Lavoro di Corea e Segretario del Presidium. La conferenza proclamò il Kimilsunghismo-kimjonghilismo come l'unica idea guida del Partito. A ottobre dello stesso anno, furono rimossi i ritratti di Lenin e Karl Marx situati sulla facciata della sede del Ministero del commercio estero in Piazza Kim Il-sung.
A marzo del 2013, il PLC si riunì in un Plenum dove annunciò l'intenzione di voler accelerare lo sviluppo economico e allo stesso tempo aumentare la potenza nucleare della Corea del Nord. A dicembre, il vicemaresciallo Chang Sung-taek fu arrestato ed espulso dal Partito con l'accusa di "attività controrivoluzionaria" ed il 12 dicembre fu fucilato.
Sotto la direzione di Kim Jong-un, il Partito è ritornato ad essere al centro del potere nordcoreano, riguadagnando l'autorità che Kim Jong-il aveva dato all'esercito durante il suo regime.
Il 10 ottobre 2015 fu organizzata a Pyongyang una parata militare per celebrare il 70º anniversario del Partito del Lavoro di Corea ed in tale occasione il Politburo annunciò l'organizzazione del VII Congresso per il 2016, il primo dopo 36 anni. Il Congresso si tenne tra il 6 e il 9 maggio alla Casa della Cultura del 25 aprile e senza delegazioni straniere. In tale occasione, Kim Jong-un fu nominato come "Presidente del Partito" (sostituendo la carica di Primo segretario), il Segretariato fu convertito in Ufficio politico esecutivo e la carta del Partito fu modificata "come richiesto dalla realtà in via di sviluppo" con l'aggiunta di perseguire sia la crescita economica che la capacità di armi nucleari.
Ad agosto del 2020, è stata annunciata l'organizzazione dell'VIII Congresso del Partito del Lavoro di Corea per il mese di gennaio 2021, Due mesi dopo, il Politburo ha annunciato la "campagna degli ottanta giorni" da intraprendere per raggiungere gli obbiettivi economici prestabiliti entro la fine del 2020.
Nel gennaio 2021, durante l'VIII Congresso del Partito del Lavoro di Corea, Kim Jong-un è eletto segretario generale del Partito dei Lavoratori, riappropriandosi del titolo lasciato in precedenza al padre defunto nella qualità di "segretario generale eterno".

## Struttura

### Organizzazione centrale

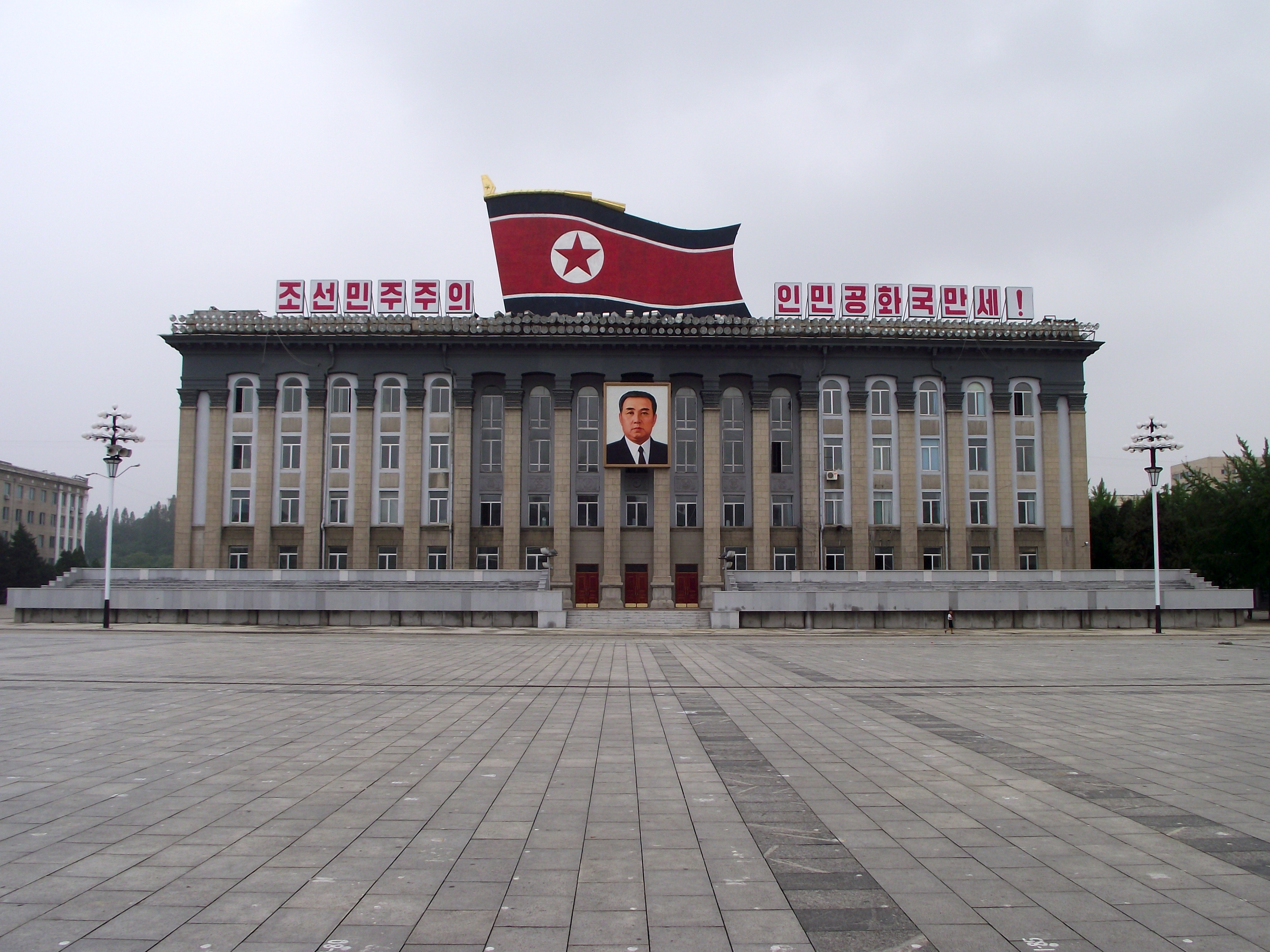
Sede del Partito del Lavoro di Corea

L'organizzazione interna, gli obiettivi e il metodo di lavoro sono delineati dalla Carta del Partito del Lavoro di Corea e seguono i principi del centralismo democratico.
- Il Congresso (대회?, daehoeMR) è l'organo supremo del Partito del Lavoro di Corea e viene convocato dal Comitato centrale in una data annunciata con almeno sei mesi d'anticipo.[165] Può modificare la carta del Partito, discute e decide riguardo alle questioni fondamentali della politica nordcoreana, elegge il Segretario generale, i membri del Comitato centrale e del Comitato ispettivo.[165] Tra il 1946 e il 2016, il Congresso è stato convocato sette volte a cadenza irregolare, nonostante l'intervallo stabilito fino al VII Congresso fosse di cinque anni.
- Il Segretario generale (총비서는?, chong biseoneunMR) è il rappresentante nonché guida del Partito del Lavoro ed è il presidente della Commissione militare centrale.[166] Tale carica era nota come Presidente del Comitato centrale dal 1946 al 1966, Segretario generale del Comitato centrale dal 1966 al 1994, Segretario generale del Partito dal 1997 al 2012 e Primo segretario del Partito dal 2012 al 2016. Dal VII Congresso del 2016 al 2021 il ruolo di segretario generale è stato sostituito da quello di presidente del Partito (위원장?, wiwonjangMR), con Kim Jong-un come primo politico a ricoprire tale carica.[196][197] Successivamente la carica di Segretario generale è stata ripristinata e ripresa da Kim Jong-un stesso. Inoltre tra il 2012 e il 2021 Kim Jong-il, defunto, ha detenuto la carica di Segretario generale eterno del partito.[194]
- Il Comitato centrale (중앙위원회?, jungangwiwonhoeMR) è l'organo più importante quando il Congresso non è in sessione: organizza e guida l'attività seguendo fedelmente i dettami del Juche.[198] I suoi membri sono eletti dal Congresso[165] e devono convocare una sessione plenaria ogni sei mesi[162] o almeno una volta all'anno per deliberare e decidere su questioni primarie del partito, eleggere l'Ufficio politico e il suo Comitato permanente, i segretari del Comitato centrale, organizzare il lavoro della Segreteria del CC e della Commissione militare centrale ed eleggere la Commissione di controllo,[199] nonché i dirigenti dei vari dipartimenti del Partito. Il CC può convocare una conferenza nazionale dei delegati nel periodo tra due congressi.[200] Inoltre, gestisce le elezioni dei rappresentanti delle associazioni del partito.
- L'Ufficio politico (정치국과?, jeongchi guggwaMR) e il suo Comitato permanente gestiscono l'operato del Partito a nome del Comitato centrale nel periodo tra due sessioni plenarie.[201]
- La segreteria del Comitato centrale (중앙위원회 비서국은?, jungangwiwonhoe biseogugeunMR) discute e decide principalmente sulle questioni pratiche derivanti dagli affari interni del Partito ed organizza e dirige l'esecuzione delle direttive.[202]
- La Commissione militare centrale (중앙군사위원회?, junganggunsa wiwonhoeMR) si occupa delle questioni militari durante il periodo tra due Congressi, guida lo sviluppo dell'industria militare e l'attuazione delle politiche di difesa emanate dal Partito e dalla Commissione per gli Affari di Stato.[203]
- La Commissione di controllo (검열위원회는?, geomyeorwiwonhoeneunMR) indaga le sospette violazioni della Carta da parte dei membri del Partito, delibera e gestisce proposte e reclami degli iscritti.[204]
- L'Associazione dei rappresentanti del Partito (당대표자회는?, dangdaepyojahoeneunMR) discute e decide su questioni importanti della linea, della politica e delle tattiche strategiche del Partito, e convoca e sostituisce i membri della direzione centrale del Partito.[200]
- Il Partito possiede 18 dipartimenti, i più importanti sono il Dipartimento dell'organizzazione, il Dipartimento dell'amministrazione ed il Dipartimento della Propaganda.

### Organizzazioni locali
- La sezione provinciale è il più alto organo esecutivo a livello locale e risponde direttamente al Comitato centrale del partito.[205] Il comitato provinciale si riunisce più di una volta ogni quattro mesi e nelle sessioni plenarie elegge gli organi della propria sezione, tra cui la segreteria, la commissione militare e di controllo.[206]
- Sono presenti sezioni a livello delle contee e delle città, subordinate tutte alla sezione provinciale.[207]
- Cellule del Partito sono presenti nelle aziende nordcoreane e nell'Armata Popolare Coreana.

### Sezione giovanile

Emblema della Lega.

La Lega della Gioventù Socialista Patriottica (사회주의애국청년동맹?, 社会主義愛國靑年同盟?, SahoejuuiaegukcheongnyeondongmaengLR, Sahoejuŭiaegukch'ŏngnyŏndongmaengMR) è la sezione giovanile del Partito del Lavoro di Corea ed ha il compito di educare la gioventù secondo i soli dettami del kimilsunghismo-kimjonghilismo. Creata nel 1946, la Lega viene considerata come una "forza di riserva politica del Partito del Lavoro di Corea e una sua affidabile forza d'avanguardia dei giovani", appoggiando fedelmente le idee del PLC e della sua leadership. È membro della Federazione mondiale della gioventù democratica.
Alla Lega è subordinata l'Unione dei bambini di Corea (조선소년단?, Chosŏn SonyeondanLR), un'organizzazione ispirata al modello dei pionieri socialisti per i bambini tra i 9 e i 15 anni.

## Congressi
- I Congresso, agosto 1946.
- II Congresso, marzo 1948.
- III Congresso, aprile 1956.
- IV Congresso, settembre 1961.
- V Congresso, novembre 1970.
- VI Congresso, ottobre 1980.
- VII Congresso, maggio 2016.
- VIII Congresso, gennaio 2021.

## Conferenze
- I Conferenza nazionale, marzo 1958.
- II Conferenza nazionale, ottobre 1966.
- III Conferenza nazionale, settembre 2010.

## Risultati elettorali
Nota: le elezioni in Corea del Nord sono sempre state descritte dagli osservatori esterni come delle elezioni farsa, il voto è obbligatorio e si può scegliere o meno un solo candidato in ogni distretto elettorale, si ritiene che votare in privato possa destare sospetti e disapprovare il candidato possa portare ad essere accusati di tradimento e/o finire sulle liste di proscrizione della polizia segreta, tutti i candidati sono preselezionati e devono far parte del Fronte Democratico per la Riunificazione della Patria, guidato dal Partito del Lavoro di Corea
| Anno | Leader      | Seggi all'Assemblea popolare suprema | Governo    |
| ---- | ----------- | ------------------------------------ | ---------- |
| 1948 | Kim Il-sung | 157                                  | Al governo |
| 1957 | Kim Il-sung | 178                                  | Al governo |
| 1962 | Kim Il-sung | 371                                  | Al governo |
| 1967 | Kim Il-sung | 288                                  | Al governo |
| 1972 | Kim Il-sung | 127                                  | Al governo |
| 1977 | Kim Il-sung | sconosciuto                          | Al governo |
| 1982 | Kim Il-sung | sconosciuto                          | Al governo |
| 1986 | Kim Il-sung | sconosciuto                          | Al governo |
| 1990 | Kim Il-sung | 601                                  | Al governo |
| 1998 | Kim Jong-il | 594                                  | Al governo |
| 2003 | Kim Jong-il | sconosciuto                          | Al governo |
| 2009 | Kim Jong-il | 606                                  | Al governo |
| 2014 | Kim Jong-un | 607                                  | Al governo |
| 2019 | Kim Jong-un | sconosciuto                          | Al governo |

## Critiche
I critici di destra della RPDC sostengono che il PLC sia un partito stalinista ortodosso, mentre al contrario i critici di sinistra, pur ammettendo che abbia avuto una storia gloriosa, lo considerano revisionista, perché considera il juche come la nuova teoria rivoluzionaria, erede della precedente teoria marxista-leninista: infatti dagli anni Ottanta Kim Il-sung disse che l'intera società andava modellata sul juche, una filosofia originale caratterizzata dal concetto di autosufficienza della Patria, da uno spiccato nazionalismo e da una variante del marxismo-leninismo modellata sulla base della situazione nordcoreana.